# Перонн (округ)
Округ Перонн (фр. Arrondissement de Péronne) — округ у Франції, в департаменті Сомма. 2023 року округ об'єднував 208 муніципалітетів, населення становило 93 063 особи.
Адміністративний центр (супрефектура) — Перонн.

## Муніципалітети
Список муніципалітетів округу та їхні коди INSEE:
1. Абленкур-Прессуар (80002)
2. Авелюї (80047)
3. Аллен (80017)
4. Аллю (80409)
5. Альбер (80016)
6. Ам-Монакю (80428)
7. Ам (80410)
8. Англебельме (80266)
9. Анкур (80413)
10. Арбоньєр (80417)
11. Ардекурт-о-Буа (80418)
12. Аркев (80028)
13. Арпонвіль (80420)
14. Ассвілле (80033)
15. Аті (80034)
16. Аше-ан-Ам'єнуа (80003)
17. Баєнкур (80057)
18. Базантен (80059)
19. Байонвілле (80058)
20. Барле (80054)
21. Бекордель-Бекур (80073)
22. Беллуа-ан-Сантерр (80080)
23. Берн (80088)
24. Берні-ан-Сантерр (80090)
25. Бертранкур (80095)
26. Бетанкур-сюр-Сомм (80097)
27. Біаш (80102)
28. Біянкур (80105)
29. Бокур-сюр-л'Анкр (80065)
30. Бомон-Амель (80069)
31. Бофорт-ан-Сантерр (80067)
32. Бре-сюр-Сомм (80136)
33. Брей (80139)
34. Брі (80141)
35. Бруші (80144)
36. Бувенкурт-ан-Вермандуа (80128)
37. Бузенкур (80129)
38. Бушавен-Бержан (80115)
39. Бушуар (80116)
40. Бюверші (80158)
41. Бюїр-Курсель (80150)
42. Бюїр-сюр-л'Анкр (80151)
43. Бюс-лез-Артуа (80153)
44. Бюссю (80154)
45. Варвілле (80823)
46. Варенн (80776)
47. Вермандовілле (80789)
48. Віанкур-л'Екіпе (80824)
49. Віллер-Карбоннель (80801)
50. Віллер-Фокон (80802)
51. Віль-сюр-Анкр (80807)
52. Вількур (80794)
53. Вовілле (80781)
54. Вошель-лез-Оті (80777)
55. Врелі (80814)
56. Врень-ан-Вермандуа (80812)
57. Вуаєнн (80811)
58. Гвіанкур-Солькур (80404)
59. Гедекур (80397)
60. Гіллокур (80400)
61. Гільмон (80401)
62. Гранкур (80384)
63. Девіз (80239)
64. Дернанкур (80238)
65. Домп'єрр-Бекенкур (80247)
66. Дріянкур (80258)
67. Дуен (80240)
68. Дуї (80252)
69. Едікур (80438)
70. Едовіль (80425)
71. Езекур-ле-Бас (80014)
72. Езекур-ле-О (80015)
73. Еканкур (80275)
74. Еклюзьє-Во (80264)
75. Емрі-Аллон (80284)
76. Еннмен (80267)
77. Епеї (80271)
78. Епенанкур (80272)
79. Еппевіль (80274)
80. Ербекур (80430)
81. Ервіллі (80434)
82. Ериссар (80431)
83. Ерлевіль (80432)
84. Есбекур (80435)
85. Естре-Деньєкур (80288)
86. Естре-Мон (80557)
87. Етерпіньї (80294)
88. Етінам-Мерикур (80295)
89. Етрикур-Мананкур (80298)
90. Женші (80378)
91. І (80829)
92. Іперкур (80621)
93. Ірль (80451)
94. Каппі (80172)
95. Карнуа-Маме (80505)
96. Картіньї (80177)
97. Ке (80162)
98. Ків'єр (80658)
99. Клері-сюр-Сомм (80199)
100. Коленкам (80203)
101. Комбль (80204)
102. Контальмезон (80206)
103. Круа-Моліньо (80226)
104. Куаньє (80201)
105. Курселетт (80216)
106. Курсель-о-Буа (80217)
107. Кюрлю (80231)
108. Кюрші (80230)
109. Ла-Невіль-ле-Бре (80593)
110. Ла-Шаватт (80189)
111. Лав'євіль (80468)
112. Лангвуазен-Кікері (80465)
113. Леальвілле (80470)
114. Лебеф (80472)
115. Лікур (80474)
116. Ліон (80481)
117. Лонгавен (80487)
118. Лонгваль (80490)
119. Луванкур (80493)
120. Льєрамон (80475)
121. Маї-Має (80498)
122. Мар'є (80514)
123. Марикур (80513)
124. Марке (80516)
125. Маршелепо-Мізері (80509)
126. Матіньї (80519)
127. Меарикур (80524)
128. Меній-ан-Арруез (80538)
129. Меній-Брентель (80536)
130. Меній-Мартенсар (80540)
131. Меній-Сен-Нікез (80542)
132. Меольт (80523)
133. Мільанкур (80547)
134. Міромон (80549)
135. Мокур (80520)
136. Монтобан-де-Пікарді (80560)
137. Монші-Лагаш (80555)
138. Морепа (80521)
139. Морланкур (80572)
140. Моршен (80568)
141. Муален (80552)
142. Муаянкур (80576)
143. Мюій-Вільетт (80579)
144. Нель (80585)
145. Нюрлю (80601)
146. Овілле-ла-Буассель (80615)
147. Омбле (80442)
148. Оті (80043)
149. Отюій (80045)
150. Оффуа (80605)
151. Ошонвілле (80038)
152. Парвілле-ле-Кенуа (80617)
153. Парньї (80616)
154. Пеї (80629)
155. Пенші (80646)
156. Перонн (80620)
157. Піс (80648)
158. Позьєр (80640)
159. Потт (80638)
160. Пруаяр (80644)
161. Пюзо (80647)
162. Пюшевілле (80645)
163. Ранкур (80664)
164. Реншеваль (80659)
165. Ретонвілле (80669)
166. Розьєр-ан-Сантерр (80680)
167. Ронссуа (80679)
168. Руазель (80677)
169. Рувруа-ан-Сантерр (80682)
170. Руї-ле-Гран (80683)
171. Руї-ле-Петі (80684)
172. Саї-Саїзель (80695)
173. Санкур (80726)
174. Санлі-ле-Сек (80733)
175. Сен-Крист-Бріо (80701)
176. Сен-Леже-лез-Оті (80705)
177. Сізанкур (80197)
178. Сорель (80737)
179. Суаєкур (80741)
180. Сюзанн (80743)
181. Тампле-ла-Фосс (80747)
182. Тампле-ле-Герар (80748)
183. Тенкур-Буклі (80762)
184. Тертрі (80750)
185. Тутанкур (80766)
186. Тьєвр (80756)
187. Тьєпваль (80753)
188. Фальві (80300)
189. Фе (80304)
190. Феєр (80307)
191. Фен (80312)
192. Флер (80314)
193. Флокур (80313)
194. Фолі (80320)
195. Фонтен-ле-Каппі (80325)
196. Форсвіль (80329)
197. Фрамервіль-Ренекур (80342)
198. Франсар (80347)
199. Френ-Мазанкур (80353)
200. Фриз (80367)
201. Фрикур (80366)
202. Фукекур (80339)
203. Фукокурт-ан-Сантерр (80335)
204. Шиї (80191)
205. Шольн (80186)
206. Шуїнь (80194)
207. Шуїньоль (80195)
208. Юньї-л'Екіпе (80771)